# Friedrich Kemnade
Friedrich Kemnade (12 de dezembro de 1911 - 29 de janeiro de 2008) foi um oficial alemão que serviu na Kriegsmarine durante a Segunda Guerra Mundial. Foi condecorado com a Cruz de Cavaleiro da Cruz de Ferro com Folhas de Carvalho.

## Carreira militar

### Patentes
| Seeoffiziersanwärter | 1 de abril de 1931   |
| Seekadett            | 1 de outubro de 1931 |
| Gefreiter            | 1 de abril de 1932   |
| Fähnrich zur See     | 1 de janeiro de 1933 |
| Obermaat             | 1 de julho de 1933   |
| Oberfähnrich zur See | 1 de janeiro de 1935 |
| Leutnant zur See     | 1 de abril de 1935   |
| Oberleutnant zur See | 1 de janeiro de 1937 |
| Kapitänleutnant      | 1 de outubro de 1937 |
| Korvettenkapitän     | 1 de março de 1943   |
| Fregattenkapitän     | 1 de abril de 1956   |
| Kapitän zur See      | 15 de agosto de 1959 |
| Flottillenadmiral    | 17 de abril de 1964  |
| Konteradmiral        | 2 de abril de 1968   |

### Condecorações
| Cruz de Ferro (1939) 2ª Classe                                   | 30 de abril de 1940    |
| Cruz de Ferro (1939) 1ª Classe                                   | 24 de dezembro de 1940 |
| Condecoração dos Jogos Olímpicos 1936                            | 1936                   |
| Distintivo de Feridos em Preto                                   | 20 de setembro de 1940 |
| Schnellbootkriegsabzeichen                                       | 11 de março de 1941    |
| Cruz Germânica em Ouro                                           | 2 de fevereiro de 1942 |
| Medaglia d'Argento al Valore Militare 1ª condecoração            | 21 de maio de 1942     |
| Medaglia d'Argento al Valore Militare 2ª condecoração            | 24 de janeiro de 1943  |
| Medaglia d'Argento al Valore Militare 3ª condecoração            | 1943                   |
| Distintivo de Guerra da Frota Naval                              | 2 de janeiro de 1943   |
| Ärmelstreifen "Afrika"                                           | 12 de outubro de 1943  |
| Croce di Guerra al Valor Militare                                | 17 de março de 1943    |
| Cruz de Cavaleiro da Cruz de Ferro                               | 23 de julho de 1942    |
| Cruz de Cavaleiro da Cruz de Ferro com Folhas de Carvalho nº 249 | 27 de maio de 1943     |
| Mencionado na Wehrmachtbericht                                   | 18 de junho de 1942    |
| Ordem do Mérito da República Federal da Alemanha                 | setembro de 1970       |